# Dežniki
Dežniki (znanstveno ime Macrolepiota) so rod gliv iz družine kukmark (Agaricaceae). Ime je izpeljano iz grških besed "makros" (μακρός) - velik ali dolg in "lepis" (λεπίς) - luska in se nanaša na zančilnost gob iz tega rodu, da imajo velike luskaste klobuke.

## Značilnosti
Dežniki so visoki in široki v primerjavi z večino drugih gob. Premer klobukov lahko doseže 30 cm ali več. Površina klobukov je prekrita z luskami oziroma ostanki ovojnici, ki so temnejše od osnovne barve klobuka. Lističi so beli in prosti, kar pomeni, da niso pripeti na bet na kateremu je premičen in pogosto dvojni obroček - ostanek zastirala, ki v zgodnjih fazah razvoja prekriva lističe. Dnišče beta je gomoljasto zadebeljeno, a nikoli ne izgleda, kot da bi goba rasla iz počenega jajca ali volve, kar je značilno za nevaren rod mušnic. Trosni odtis je bele barve, trosi so beli, gladki in imajo debelo steno.
Dežniki so gniloživke in rastejo na tleh v traviščih, gozdovih ali drugih habitatih, kjer razgrajujejo organsko snov.

## Seznam dežnikov Slovenije[5]
- poljski dežnik (Macrolepiota excoriata)
- grbičasti dežnik (Macrolepiota mastoidea)
- zelenoklobučni dežnik (Macrolepiota olivascens)
- sramežljivi dežnik (Macrolepiota permixta)
- orjaški dežnik (Macrolepiota procera)
- beli dežnik (Macrolepiota prominens)
- strupeni dežnik (Macrolepiota venenata)

## Galerija slik
- poljski dežnik
- grbičasti dežnik
- zelenoklobučni dežnik
- orjaški dežnik
- beli dežnik